# ژان-شارل سناک
ژان-شارل سناک (فرانسوی: Jean-Charles Sénac‎؛ زادهٔ ۲۳ مهٔ ۱۹۸۵) دوچرخه‌سوار اهل فرانسه است.